# Банчо Ненов
Банчо Вълков Ненов е деец на БЗНС и кмет на Ловеч (1923).

## Биография
Банчо Ненов е роден на 10 юни 1880 г. в град Ловеч. Завършва прогимназия в родния си град и Свищовската търговска гимназия.
Работи в Ловешкото акцизно управление. Член на управителния съвет на Ловешката търговска акционерна банка (1922 – 1923). Регистрира собствена търговска фирма. Участва във Войните за национално обединение (1912 – 1918).
Активен деец на БЗНС. Кмет на Ловеч (1923). По време на Деветоюнския преврат (1923) е арестуван. Общински съветник (1924 – 1926). След възстановяване на организациите на БЗНС е председател на окръжното (1930) и градското ръководство (1931). Член на временната тричленна управа на Ловешката градска община (1933). Член на Ловешкото дружество „Червен кръст“.